# Fuck It
Fuck It – utwór polskiej piosenkarki Doroty „Dody” Rabczewskiej pochodzący z jej drugiego albumu studyjnego, 7 pokus głównych. Został wydany na trzecim promującym go singlu. W piosence gościnnie wystąpił raper Fokus. Utwór został nominowany w plebiscycie Niegrzeczni 2012 w kategorii „niegrzeczna piosenka”.

## Geneza, nagrywanie i wydanie
24 czerwca 2011 na oficjalnej stronie internetowej Rabczewskiej pojawiła się informacja o wydaniu drugiego i trzeciego singla z albumu 7 pokus głównych, „Fuck It” i „XXX” oraz ich okładki, a na jej kanale w serwisie YouTube filmik z audio utworu. Powstała również nowa wersja singla, utwór został zremiksowany i została stworzona trzecia zwrotka. Jednak z niewiadomych powodów została wydana pierwotna wersja.

## Teledysk
Do singla miał zostać nagrany teledysk w lecie 2011 roku, jednak produkcja przesunęła się na jesień 2012 roku. Reżyserem klipu jest Xawery Żuławski. 2 października 2012 roku rozpoczęły się zdjęcia do klipu. W klipie główne role odgrywają Dorota „Doda” Rabczewska i Fokus. Kilka dni przed premierą teledysku Fokus wraz ze swoim menadżerem chciał zablokować emisję klipu. Jednak o północy 11/12 listopada odbyła się oficjalna premiera teledysku, prawdopodobnie bez zgody Fokusa. Po 24 godzinach od umieszczenia klipu w serwisie YouTube licznik wyświetleń przekroczył milion odtworzeń.